# Qatar Total Open 2015
Qatar Total Open 2015 byl tenisový turnaj pořádaný jako součást ženského okruhu WTA Tour, který se hrál na otevřených dvorcích s tvrdým povrchem v areálu Khalifa International Tennis and Squash Complex. Konal se mezi 23. až 28. únorem 2015 ve katarském hlavním městě Dauhá jako 13. ročník turnaje.
Turnaj se sníženým rozpočtem oproti minulým ročníkům ve výši 731 070 dolarů patřil do úrovně Premier kategorie WTA Premier Tournaments. Do soutěže dvouhry nastoupilo dvacet osm hráček a čtyřhry se účastnilo šestnáct párů.
Nejvýše nasazenou hráčkou ve dvouhře se stala světová čtyřka Petra Kvitová z České republiky. Šestou singlovou trofej kariéry vyhrála její krajanka Lucie Šafářová, když ve finále zdolala bývalou světovou jedničku Viktorii Azarenkovou a přerušila tak sérii šesti vzájemných proher v řadě. Jednalo se o její premiérové vítězství v kategorii WTA Premier Tournaments. V následné pondělní aktualizaci žebříčku WTA z 2. března 2015 se posunula na své kariérní maximum, když figurovala na 11. místě. Deblovou soutěž opanovaly americké deblové specialistky Raquel Kopsová-Jonesová a Abigail Spearsová, které bodový zisk poprvé v kariéře katapultoval do elitní desítky žebříčku WTA ve čtyřhře, když spolusdílely 10. příčku.

## Distribuce bodů a finančních odměn

### Distribuce bodů
| Soutěž  | vítězky | finalistky | semifinalistky | čtvrtfinalistky | 16 v kole | 32 v kole | Q  | Q3 | Q2 | Q1 |
| ------- | ------- | ---------- | -------------- | --------------- | --------- | --------- | -- | -- | -- | -- |
| dvouhra | 470     | 305        | 185            | 100             | 55        | 1         | 25 | 18 | 13 | 1  |
| čtyřhra | 470     | 305        | 185            | 100             | 1         | —         | —  | —  | —  | —  |

### Finanční odměny
| Soutěž                                | vítězky  | finalistky | semifinalistky | čtvrtfinalistky | 16 v kole | 32 v kole | Q      | Q3     | Q2     | Q1   |
| ------------------------------------- | -------- | ---------- | -------------- | --------------- | --------- | --------- | ------ | ------ | ------ | ---- |
| dvouhra                               | $124 000 | $66 000    | $35 455        | $19 050         | $10 220   | $5 580    | $2 920 | $2 900 | $1 555 | $860 |
| čtyřhra                               | $39 000  | $20 650    | $11 360        | $5 875          | $3 140    | —         | —      | —      | —      | —    |
| částky ve čtyřhře jsou uváděny na pár |          |            |                |                 |           |           |        |        |        |      |

## Ženská dvouhra

### Nasazení
| Stát                          | Hráčka                    | WTA | Nasazení |
| ----------------------------- | ------------------------- | --- | -------- |
| Česko                         | Petra Kvitová             | 3.  | 1.       |
| Rumunsko                      | Simona Halepová           | 4.  | 2.       |
| Dánsko                        | Caroline Wozniacká        | 5.  | 3.       |
| Polsko                        | Agnieszka Radwańská       | 8.  | 4.       |
| Rusko                         | Jekatěrina Makarovová     | 9.  | 5.       |
| Německo                       | Andrea Petkovicová        | 10. | 6.       |
| USA                           | Venus Williamsová         | 11. | 7.       |
| Německo                       | Angelique Kerberová       | 12. | 8.       |
| Španělsko                     | Carla Suárezová Navarrová | 13. | 9.       |
| Žebříček WTA k 16. únoru 2015 |                           |     |          |

### Jiné formy účasti
Následující hráčky obdržely divokou kartu do hlavní soutěže:
- Viktoria Azarenková
- Ons Džabúrová
- Caroline Wozniacká

Následující hráčky postoupily z kvalifikace:
- Alexandra Dulgheruová
- Kirsten Flipkensová
- Darja Gavrilovová
- Stefanie Vögeleová
  -  Čeng Saj-saj – jako šťastná poražená

### Odhlášení
před zahájením turnaje
- Dominika Cibulková → nahradila ji Sabine Lisická
- Simona Halepová (poranění žebra) → nahradila ji Čeng Saj-saj
- Pcheng Šuaj → nahradila ji Casey Dellacquová

### Skrečování
- Alexandra Dulgheruová (infekce horních cest dýchacích)
- Jelena Jankovićová (poranění pravého kyčle)
- Garbiñe Muguruzaová (viróza)

## Ženská čtyřhra

### Nasazení
| Stát                                                                      | Hráčka                  | Stát   | Hráčka             | WTA | Nasazení |
| ------------------------------------------------------------------------- | ----------------------- | ------ | ------------------ | --- | -------- |
| Itálie                                                                    | Sara Erraniová          | Itálie | Roberta Vinciová   | 2.  | 1.       |
| Čínská Tchaj-pej                                                          | Sie Šu-wej              | Čína   | Pcheng Šuaj        | 7.  | 2.       |
| Slovinsko                                                                 | Katarina Srebotniková   | Česko  | Květa Peschkeová   | 17. | 3.       |
| Čínská Tchaj-pej                                                          | Sie Šu-wej              | Indie  | Sania Mirzaová     | 11. | 1.       |
| Rusko                                                                     | Jekatěrina Makarovová   | Rusko  | Jelena Vesninová   | 16. | 2.       |
| Švýcarsko                                                                 | Martina Hingisová       | Itálie | Flavia Pennettaová | 17. | 3.       |
| USA                                                                       | Raquel Kopsová-Jonesová | USA    | Abigail Spearsová  | 22. | 4.       |
| Žebříček WTA k 16. únoru 2015; číslo je součtem umístění obou členek páru |                         |        |                    |     |          |

### Jiné formy účasti
Následující páry obdržely divokou kartu do hlavní soutěže:
- Fatma Al-Nabhaniová /  Čeng Saj-saj
- Viktoria Azarenková /  Kirsten Flipkensová

Následující páry nastoupily do čtyřhry z pozice náhradníků:
- Julia Bejgelzimerová /  Olga Savčuková
- Jarmila Gajdošová /  Andrea Petkovicová
- Darija Juraková /  Klára Koukalová

### Odhlášení
před zahájením turnaje
- Kristina Mladenovicová (viróza)
- Garbiñe Muguruzaová (viróza)
- Karolína Plíšková (viróza)

v průběhu turnaje
- Kirsten Flipkensová (viróza)

## Přehled finále

### Ženská dvouhra
- Lucie Šafářová vs.  Viktoria Azarenková, 6–4, 6–3

### Ženská čtyřhra
- Raquel Kopsová-Jonesová /  Abigail Spearsová vs.  Sie Šu-wej /  Sania Mirzaová, 6–4, 6–4